# موریکی (بازیکن فوتبال)
لوییز گیلرمه دا کونسِیسائو سیلوا (پرتغالی: Luiz Guilherme da Conceição Silva؛ زادهٔ ۱۶ ژوئن ۱۹۸۶) که عموماً با نام موریکی شناخته می‌شود، بازیکن فوتبال در پست مهاجم اهل برزیل است.

## باشگاهی
از باشگاه‌هایی که در آن بازی کرده‌است می‌توان به واسکو دوگاما، اتلتیکو مینیرو، گوانگ‌ژو اورگراند، السد، توکیو، گوانگ‌ژو اورگراند و شیجیاژوانگ اور برایت اشاره کرد.
افتخارات
Club
Atlético Mineiro
Campeonato Mineiro: 2010
Guangzhou Evergrande
AFC Champions League: 2013
Chinese Super League: 2011, 2012, 2013
China League One: 2010
Chinese FA Cup: 2012
Chinese FA Super Cup: 2012
Al Sadd
Sheikh Jassem Cup: 2014